# Lindenhoek Chalet Military Cemetery
Lindenhoek Chalet Military Cemetery is een Britse militaire begraafplaats met gesneuvelden uit de Eerste Wereldoorlog, gelegen in het Belgische dorp Kemmel (Heuvelland). De begraafplaats ligt ongeveer 870 m ten zuiden van het dorpscentrum en werd ontworpen door Charles Holden met assistentie van Wilfred Von Berg. Het rechthoekig terrein is 1.404 m² groot, is omgeven door een bakstenen muur en ligt iets hoger dan het straatniveau. Het Cross of Sacrifice staat centraal tegen de westelijke muur. De begraafplaats wordt onderhouden door de Commonwealth War Graves Commission.
Er liggen 315 doden begraven waarvan 67 niet geïdentificeerd konden worden.

## Geschiedenis
De naam van deze begraafplaats verwijst naar een gehucht ten zuiden van Kemmel, waar toen een chalet stond. In maart 1915 werden door medische posten (Field Ambulances) en gevechtseenheden de eerste slachtoffers begraven. Dit bleven ze doen tot oktober 1917. Na de wapenstilstand werden nog meer dan 100 gesneuvelden uit de slagvelden rond Kemmel bijgezet.
Er liggen nu 282 Britten (waaronder 65 niet geïdentificeerde), 10 Australiërs (waaronder 1 niet geïdentificeerde), 15 Canadezen en 8 Nieuw-Zeelanders (waaronder 1 niet geïdentificeerde) begraven. Voor 4 Australiërs en 2 Britten werden Special Memorials opgericht omdat hun graven niet meer gelokaliseerd konden worden en men aanneemt dat ze zich onder de naamloze graven bevinden.
De begraafplaats werd in 2009 als monument beschermd.

## Graven

### Minderjarige militairen
- soldaat J. Vodden van het Welsh Regiment toen hij op 18 augustus 1915 sneuvelde.
- soldaat Ernest Samuel Boot van het Leicestershire Regiment en soldaat Bertram Francis Eaton van de Royal Engineers waren 17 jaar toen ze sneuvelden.

### Alias
- soldaat Andrew Simpson Dingwall diende onder het alias A. McIntosh bij het The Loyal North Lancashire Regiment.